# بول لنتش (كاتب)
بول لنتش (بالإنجليزية: Paul Lynch)‏ (مواليد 9 مايو 1977، في ليمريك في جمهورية أيرلندا)، هو كاتب وروائي أيرلندي. فاز عام 2023م « بجائزة بوكر » الأدبية البريطانية العريقة عن روايته «Prophet Song (أغنية النبي)».